# Titularbistum Heracleopolis Magna
Heracleopolis Magna (ital.: Eracleopoli Maggiore) ist ein Titularbistum der römisch-katholischen Kirche.
Es geht zurück auf ein untergegangenes Bistum der antiken Stadt Herakleopolis Magna in Oberägypten, das der Kirchenprovinz Oxyrhynchos angehörte.
| Titularbischöfe von Heracleopolis Magna |                                                        |                                                                 |                  |              |
| Nr.                                     | Name                                                   | Amt                                                             | von              | bis          |
| 1                                       | Pawel Meletijew                                        | emeritierter russisch-orthodoxer Bischof von Brjansk (Russland) | 26. Oktober 1946 | 19. Mai 1962 |
| 2                                       | Paul-Pierre Philippe OP Titularerzbischof pro hac vice | Kurienerzbischof                                                | 28. August 1962  | 5. März 1973 |